# Джанибеков, Абдул-Хамид Шершенбиевич
Абду́л-Хами́д Шаршенби́евич Джанибе́ков (также иногда Абдулхамид, Абдулхамит, 1879—1955) — учёный-этнограф, один из создателей ногайской письменности. Автор первых ногайских букварей и грамматик.

## Биография
Родился в Астрахани в районе Царёв. Карагаш из рода сеит-алтаяк. Ученик другого знаменитого астраханского татарского просветителя — Абдурахмана Умерова. В 1901—1917 гг. работал учителем в Хожетае, Ясын-Соккане, Яксатово, открывал несколько ногайских школ. С 1920 года Джанибеков жил и работал в Карачаево-Черкесии, где в 1928 году завершил работу над алфавитом на основе латиницы, а в 1938 году им была написана ногайская грамматика на основе кириллицы. Основной труд — четырёхтомник ногайского фольклора «Соьз казнасы» — «Сокровищница слов».
Дочь Джанибекова Софья Абдулхамидовна Калмыкова-Джанибекова, научный сотрудник КЧНИИЯЛИ — составитель первого большого ногайско-русского словаря и автор многочисленных учебников по ногайскому языку. Муж внучки Джанибекова Лилии (взявший фамилию жены) — лётчик-космонавт СССР и генерал-майор авиации в отставке, дважды Герой Советского Союза Владимир Джанибеков.
Ещё одна дочь этнолога, Роза Джанибекова — также известный научный и общественный деятель Карачаево-Черкесии, одно время возглавлявшая Карачаево-Черкесский научно-исследовательский институт истории, языка и литературы. Её сыновья пошли по медицинской стезе, один из них, Тимур Шаов — впоследствии получил известность как певец-бард.

## Память
Именем Джанибекова названо несколько школ в Астраханской области и Дагестане, его носит одна из улиц Астрахани, там же имеется дом-музей Джанибекова, где ежегодно проходят научные конференции под названием «Джанибековские чтения».
В Астрахани 18 декабря 2019 года на пересечении улиц Набережная Приволжского Затона и Джанибекова был установлен бюст ногайскому поэту внутри ротонды с элементами ногайской архитектуры, наверху которой находится символ вечности.